# Christian Gizewski
Christian Gizewski (né le 2 janvier 1941 à Lengerich et mort le 22 décembre 2019) est un historien allemand de l'Antiquité.

## Biographie
Christian Gizewski est le fils d'un pasteur qui travaille dans des hôpitaux psychiatriques et neurologiques en Westphalie. À Ibbenbüren, il étudie dans la branche de langue classique du lycée. Il étudie ensuite le droit et, comme matières mineures, la philologie classique, l'histoire, la philosophie, la sociologie et la psychologie à l'université de Münster et à l'université libre de Berlin. Cela est suivi d'une formation juridique pratique et d'un emploi en tant que juriste dans le service administratif de l'université.
Gizewski étudie ensuite à nouveau, cette fois avec une spécialisation en histoire. En 1977, il obtient son doctorat avec Werner Dahlheim (de) et Hans Poser (de) sur le thème Kategorien- und Methodenprobleme eines systemtheoretischen Ansatzes in der Alten Geschichte. En 1985, il habilite, à nouveau sous la direction de Dahlheim ainsi que Rolf Rilinger (de), Ernst Pitz (de) et Dieter Simon (de), pour le sujet de l'histoire ancienne avec le travail Zur Normativität und Struktur der Verfassungsverhältnisse in der späteren römischen Kaiserzeit. Depuis lors, Gizewski enseigne en tant que professeur d'université non officiel, d'abord en tant que conférencier privé, depuis juillet 2000 en tant que professeur auxiliaire à l'Université technique de Berlin, et parfois en tant que conférencier invité à l'Université de Potsdam. Parallèlement, Gizewski travaille également comme avocat pendant plusieurs années.
Outre l'histoire générale de l'Antiquité et son histoire d'influence dans les époques post-antiques jusqu'à nos jours, Gizewski s'intéresse principalement à l'histoire, aux structures et aux théories de l'histoire ancienne, ainsi qu'aux projets d'études historiques non universitaires à base scientifique. et l'éducation politique des adultes et avec l'utilisation des médias modernes, en particulier Internet, à ces fins. En outre, il supervise le projet complexe AGiW - Histoire ancienne sur le WWW, qu'il fonde en tant qu'éditeur responsable, avec un développement constant de ses différentes sections et sujets. Il y agit également en tant que lobbyiste pour les intérêts des scientifiques hautement qualifiés au chômage et dans d'autres questions politiques liées à la science.
Au semestre d'été 2011, dans le cadre d'un cours sur la Unterwerfung, Unterdrückung, Vertreibung, Versklavung und Vernichtung von Völkern in der Geschichte der Altertumshochkulturen, Gizewski publie une copie de Mein Kampf d'Adolf Hitler sur le site Web Alte Geschichte im WWW, qu'il conçoit en tant que professeur à l'Université technique de Berlin. Le dossier est retiré ou immédiatement supprimé par l'administration centrale de la TU Berlin, qui n'en est pas responsable, sans vérification de la base légale et après l'intervention du ministère bavarois des Finances. Gizewski entame alors un différend juridique fondamental sur la liberté académique avec son université.

## Travaux
- Kategorien- und Methodenprobleme eines systemtheoretischen Ansatzes in der Alten Geschichte, erörtert an Sozialsystemen, Texten und geistigen Strömungen des zweiten nachchristlichen Jahrhunderts (Dissertation), Berlin 1977, (OCLC 630881605)
- Zur Normativität und Struktur der Verfassungsverhältnisse in der späteren römischen Kaiserzeit (Habilitation), Beck, München 1988 (Münchener Beiträge zur Papyrusforschung und antiken Rechtsgeschichte, H. 81)  (ISBN 3-406-32437-1)

## Publications en ligne
- Alte Geschichte im WWW [AGiW]. Experimentelles WWW-Projekt für wissenschaftliche Lehre, Publikation, Diskussion und Nachrichten auf dem Gebiet der Alten Geschichte. Mit zahlreichen wissenschaftlichen Publikationen und ausgearbeiteten Lehrveranstaltungsskripten. Standort: ZRZ der TU Berlin